# Andreas Bo Pedersen
Andreas Bo Pedersen (født 25. februar 1967 i Ringe) er en dansk skuespiller, komiker og musiker. Han fik sit folkelige gennembrud i TV 2 succesen Live fra Bremen med sine parodier på kendte danskere som Kim Larsen, Ole Thestrup, Kurt Thyboe, Thomas Blachman og daværende udenrigsminister Villy Søvndal.

## Karriere
I slutningen af 1990'erne lavede han Køgerevyen, som han gik konkurs med. Han stiftede The Loyal Shakespeare Company i 1997. Han har ingen skuespilleruddannelse og fik i 2007 sit store gennembrud i Cirkusrevyen med nummeret som Johannes Møllehave på cykeltur.
Andreas Bo har været en del af den danske revy- og teaterscene siden 2004, hvor han har optrådt i store revyopsætninger som Cirkusrevyen og Pejserevyen. På revyscenen er han bl.a. kendt for sine parodier på sangeren Rasmus Seebach og blærerøven Mads Christensen. I efteråret 2012 var han aktuel med sit første oneman-show PLAGIAT.
Ved Zulu Comedy Galla i 2011 blev han hædret som ”Årets TV-Skuespiller” og ”Årets Komiker”. Han har været medstifter af The Loyal Shakespeare Company og har indenfor revyen været nomineret til ”Årets Dirch” flere gange.
I 2023 deltog Bo i sæson 20 af Vild med dans.
Han dansede med den professionelle danser Camilla Sofie Dalsgaard.

## Baggrund
Andreas Bo er opvokset i Nørre Lyndelse på Fyn og i Haslev på Sydsjælland.
Andreas Bo er født på Midtfyn som søn af bibliotekar og sygeplejerske Inge Lise Pedersen og direktør i et rottebekæmpelsefirma Niels Arne Pedersen. Da han var ti år, flyttede familien til Sydsjælland. Efter tre et halvt år i Flemmings Herre- og Drengetøj tog han i 1986 op til sin onkel i Aarhus, hvor han ville være rockmusiker. Han fik arbejde på et autolager, og da rockdrømmen gik i vasken, flyttede han tilbage til Sjælland og fik arbejde som førstemand i en butik i Ballerup Centret.
Derefter tog han en HF, begyndte at læse medicin, stiftede teatret The Loyal Shakespeare Company med et par venner og droppede medicinstudiet for at hellige sig skuespillet på fuld tid. I fire år rejste de rundt i landet med deres sketch- og satireshow, indtil Andreas Bo i 2003 blev »opdaget« af Kolding Revyen.

## Privatliv
I 2014 og 2015 var han kæreste med Mascha Vang.
Han danner i dag par med designeren Katrine Wadil.

## Medvirkende i
| Film/Revy/Show                 | Rolle                  | År                                                        |
| ------------------------------ | ---------------------- | --------------------------------------------------------- |
| Køge-Revyen                    | Diverse roller         | 1998                                                      |
| Kolding Sommerrevy             | Diverse roller         | 2004                                                      |
| Lotto                          | Ejendomsmægler         | 2006                                                      |
| Østjysk Musikforsyning         | Diverse roller         | 2007                                                      |
| Cirkusrevyen                   | Diverse roller         | 2007                                                      |
| Frokost med mor                | Søn                    | Sketch fra 2008                                           |
| Vores store verden             |                        | Dukkefilm fra 2008                                        |
| Nyhedsministeriet              | Vært                   | 2009                                                      |
| Cirkusrevyen                   | Diverse roller         | 2009                                                      |
| Fri os fra det onde            | Benny                  | 2009                                                      |
| Live fra Bremen                | Diverse roller         | Sæson 2, 2010                                             |
| Live fra Bremen                | Diverse roller         | Sæson 3, 2010                                             |
| Live fra Bremen                | Diverse roller         | Sæson 4, 2011                                             |
| Going Nowhere                  | Morten                 | Kortfilm fra 2011                                         |
| Rio                            | Blu                    | 2011                                                      |
| Live fra Bremen                | Diverse roller         | Sæson 5, 2011                                             |
| Ludvig & Julemanden            | Stygge Krumpen         | 2011                                                      |
| Andreas Bo - Indenrigs         | Alle Roller, stort set | 2012                                                      |
| Live fra Bremen                | Diverse roller         | Sæson 6, 2012                                             |
| PLAGIAT                        | Første oneman-show     | 12. sep. 2012 til foråret 2013 og igen efter Cirkusrevyen |
| Cirkusrevyen                   | Diverse roller         | 2013                                                      |
| Rio 2                          | Blu                    | Tegnefilm fra 2014                                        |
| Original                       | Andet oneman-show      | Premiere 1. oktober 2014                                  |
| Iqbal & den hemmelige opskrift | Svinet                 | 2015                                                      |
| Familien Addams                |                        | 2019                                                      |

### Medvirkende i TV-program
- Hvem kender hvem med Henrik Lykkegaard (2010)
- Natholdet – 6 gange
- Hva' så Danmark? (2010)
- Til middag hos i New York (2011) – med Lasse Rimmer, Nikolaj Steen og Emil Thorup
- Clement Søndag (22. april 2012)
- Rundt på gulvet (2014, 2015) - med Lars Hjortshøj

Adskillige år som skuespiller, instruktør og drivkraft i The Loyal Shakespeare Company.

## Priser
- 2011 - Årets TV-skuespiller
- 2011 - Årets Komiker ved Zulu Comedy Galla
- 2012 - Tribini-Prisen 2012 (Bakken)